# Вуд, Джон (моряк)
Джон Вуд (англ. John Wood) — английский мореплаватель XVII века.

## Карьера
Известен по участию в двух экспедициях.
Первая — в 1669 году под командованием капитана Мальборо, для изучения южной оконечности Америки.
Вторая — в 1676 году под собственной командованием для отыскания северо-восточного прохода в Ледовитом океане. Под 75°59′ северной широты сбился среди туманов с дороги, и корабль «Speedwell» разбился на скалах. Вуд успел спасти экипаж, пересев с ним в шлюпку, в которой они долго носились по морским просторам и случайно наткнулся на другой корабль, бывший в экспедиции, который их спас.